# Azuda de la Montaña
La Azuda y acueducto de la Montaña es una obra hidráulica que data del siglo XVIII y se sitúa  a las afueras de Aranjuez, en la Comunidad de Madrid (España).

## Descripción

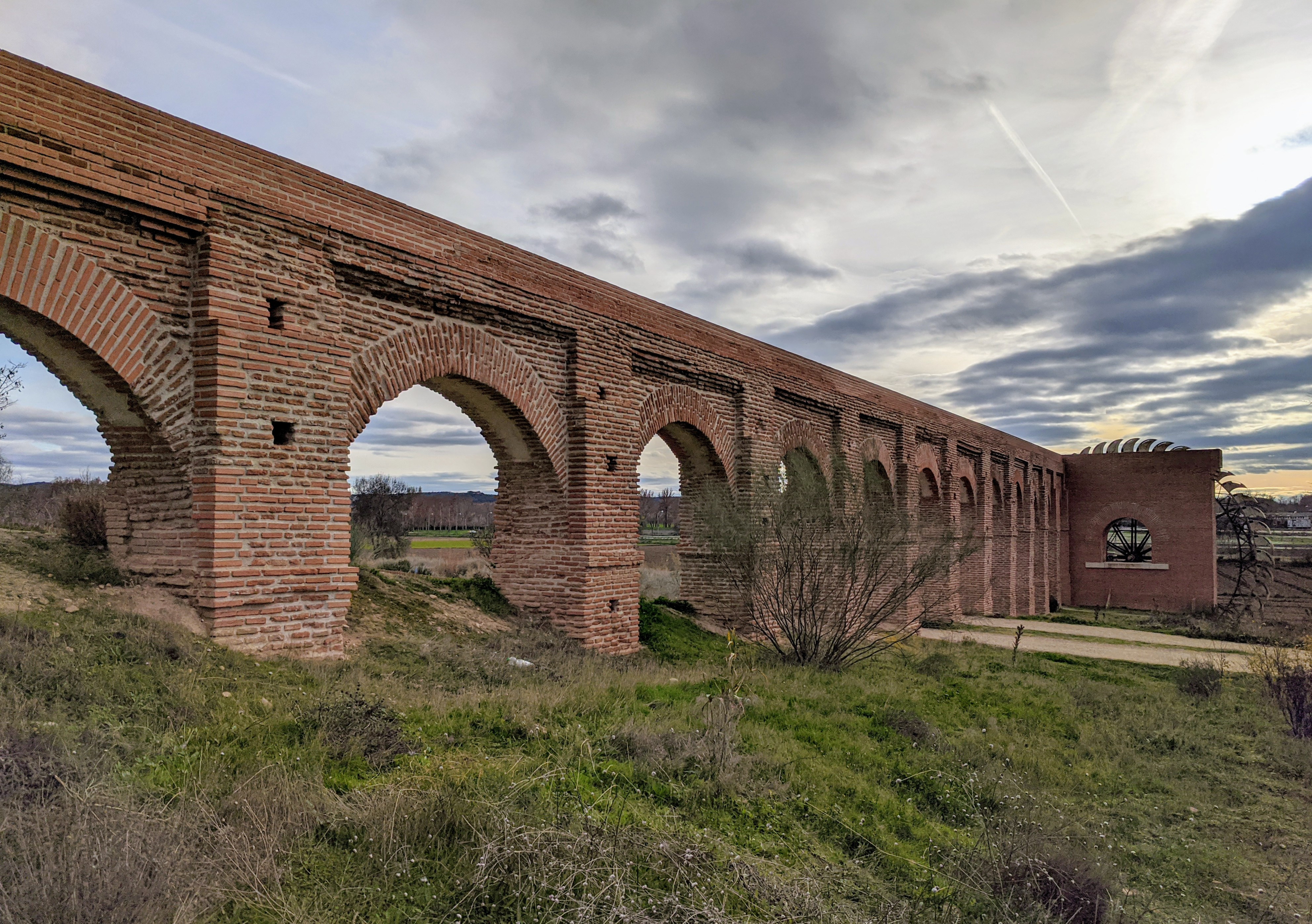
Imagen del acueducto.

Existen testimonios documentales de la existencia del ingenio desde finales del siglo XVIII, pensado como sistema de regadío en la finca de La Montaña, zona bañada por los ríos Tajo y Jarama. Gracias a estos ríos y a un sistema de canales, caces y acequias, se han podido regar las históricas huertas de Aranjuez y realizar los ingenios de agua del Palacio Real de Aranjuez. La Azuda de la Montaña estaba formado por el canal Caz del Embocador, el visible acueducto monumental de ladrillo formado por doce ojos de medio punto y 87 metros, y una gran noria de madera. 
En 1844 la rueda fue sustituida por otra de hierro debido a su mal estado de conservación. Dejó de funcionar en 1927 tras la introducción del riego a motor. Abandonado, fue rehabilitado en 2013 gracias a un acuerdo entre el Ayuntamiento de Aranjuez y la Confederación Hidrográfica del Tajo. Esta recuperación permitió no sólo su musealización, también que continuara su funcionamiento como método de regadío tradicional, dando uso al parque-jardín en el que se encuentra, recuperando el paisaje cultural que representa. El entorno también ha sido recuperado con diversos juegos hidráulicos y jardines.